# 瓦拉奇内
51°8′31″N 34°55′25″E / 51.14194°N 34.92361°E
瓦拉奇內（烏克蘭語：Варачине）是位於烏克蘭東北部的镇，由蘇梅州蘇梅區的尤纳基夫卡市镇負責管轄。該居民点距離新米科拉伊夫卡1.5公里，海拔高度199米，2001年該居民点人口62。